# 4 × 200 meter estafette
De 4 × 200 meter estafette is een estafetteloop waarbij vier lopers na elkaar elk 200 meter afleggen in een zo kort mogelijke tijd. In totaal wordt er dus 800 m overbrugd. Het team waarvan de laatste loper als eerste de finish passeert wint de wedstrijd. De 4 × 200 meter estafette wordt zowel indoor als outdoor gelopen. Het maakt geen onderdeel uit van de Olympische Spelen. Hierdoor heeft dit atletiekonderdeel ook geen olympisch record.
De eerste loper start vanuit een startblok. Deze draagt een estafettestokje bij zich welke van loper tot loper wordt afgedragen. De vierde loper probeert zo snel mogelijk met die stokje over de finish te lopen waarbij de wedstrijd te einde is. Het estafettestokje mag gedurende de hele wedstrijd niet vallen en moet binnen het wisselvak worden overgedragen. Als het stokje valt of buiten het wisselvak wordt afgedragen heeft dit diskwalificatie tot gevolg. De eerste twee lopers moeten binnen hun baan blijven lopen, ook de 3e loper loopt zijn bocht nog in de eigen baan, waarna hij of zij naar de binnenbaan mag om het estafettestokje aan de 4e loper af te geven, die vervolgens zo veel mogelijk in de binnenbaan loopt.

## Records

### Outdoor
| Soort                   | Tijd (min) | Estafetteploeg       | Teamleden                                                      | Datum             | Plaats       |
| ----------------------- | ---------- | -------------------- | -------------------------------------------------------------- | ----------------- | ------------ |
| Wereldrecord mannen     | 1.18,63    | Jamaica              | Nickel Ashmeade Warren Weir Jermaine Brown Yohan Blake         | 24 mei 2014       | Nassau       |
| Europees record mannen  | 1.21,10    | Italië               | Carlo Simionato Stefano Tilli Giovanni Bongiorni Pietro Mennea | 29 september 1983 | Cagliari     |
| Wereldrecord vrouwen    | 1.27,46    | United States "Blue" | LaTasha Jenkins LaTasha Colander Nanceen Perry Marion Jones    | 29 april 2000     | Philadelphia |
| Europees record vrouwen | 1.28,15    | Oost-Duitsland       | Marlies Göhr Romy Müller Bärbel Wöckel Marita Koch             | 9 augustus 1980   | Jena         |